# Frank Hedden
Frank Bullock "Pop" Hedden (1904 - 9 de novembro de 1990) foi um jogador e treinador de futebol americano. Ele serviu como técnico de futebol na Butler University em Indianapolis, Indiana em 1942 e 1945, bem como foi o treinador de basquete masculino da escola (1942-1943 e 1944-1945) e treinador de beisebol (1945).
Mais tarde, ele serviu como treinador-chefe de futebol e beisebol na Anderson University em Anderson, Indiana.